# パーミュート
パーミュート（Paamiut）は、グリーンランド南西部のセルメルソーク市にある町。旧称フレゼリクスホープ（Frederikshåb） 。

## 地理
ラブラドル海に臨む、クアンネルソーク（Kuannersooq）という小さな入り江の南端に位置する。

## 歴史

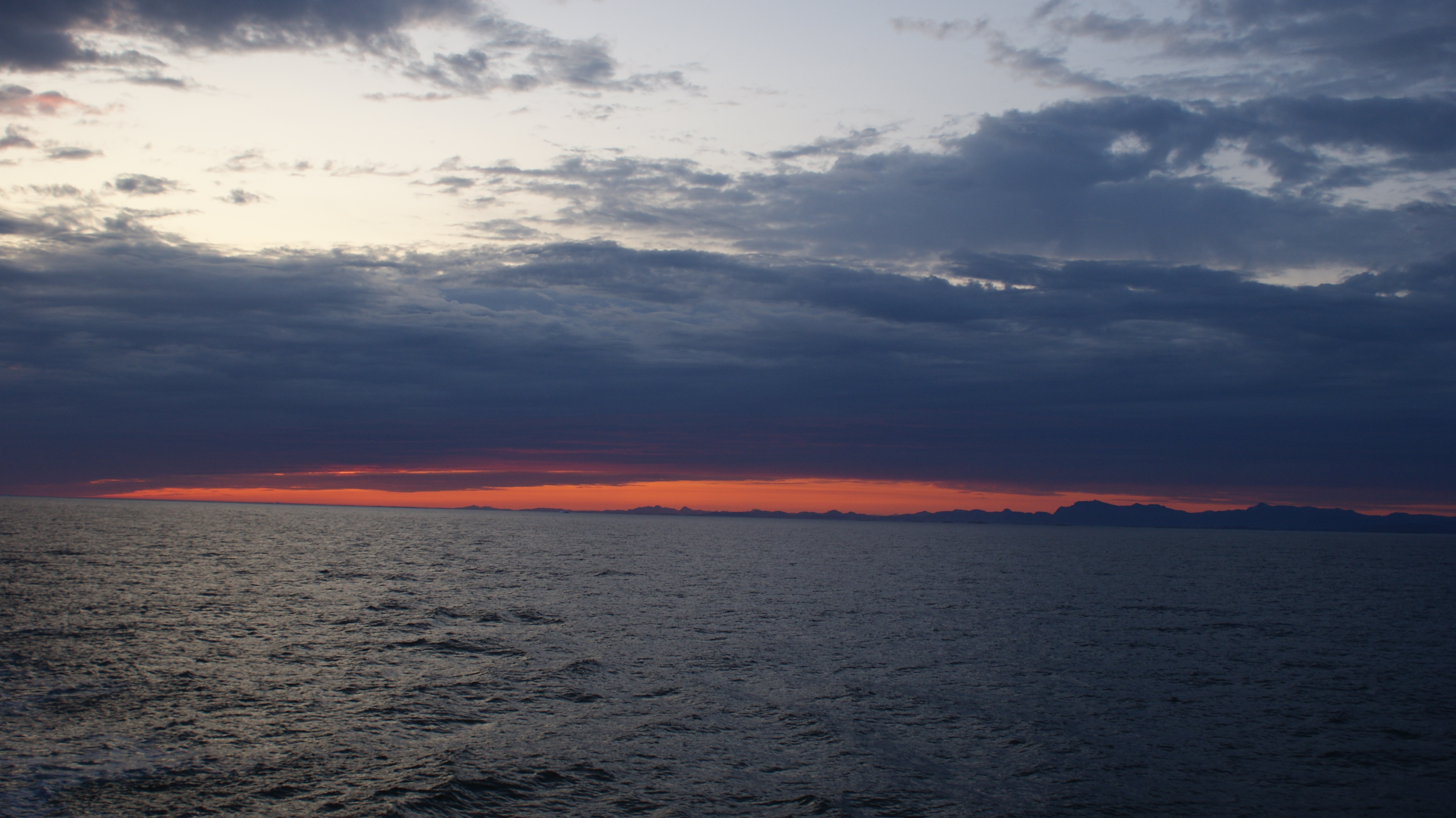
日没後のラブラドル海。パーミュート沖

パーミュート一帯には、紀元前1500年ごろから人類が定住し始めた。この地名はカラーリット語で「河口のほとりに住む人々」という意味がある。
1742年にヤーコプ・セヴェリンの商会が交易所を設け、フレゼリク皇太子（後のフレゼリク5世）にちなみフレゼリクスホープ（Frederikshaab）と命名した。
コミュニティは毛皮交易とクジラ製品で栄えた。ソープストーンの芸術家がいることでも知られた。1909年にノルウェーの材木で建てられた教会は、グリーンランドでもっとも保存状態のよい教会のひとつである。
1920年代から気候変動が懸念され始めたため、パーミュートは1950年代から資源が乏しくなった1989年まで、タラ産業を発展させた。これに関連して、旧パーミュート市の全人口を集約させるG60パーミュートという開発計画も作成された。
ダウンタウンの大工工房と塩蔵にはさまれた、前世紀からある建物が博物館である。
2009年まではキター郡の基礎自治体であった。2009年の行政改革以降はセルメルソーク基礎自治体に属している。

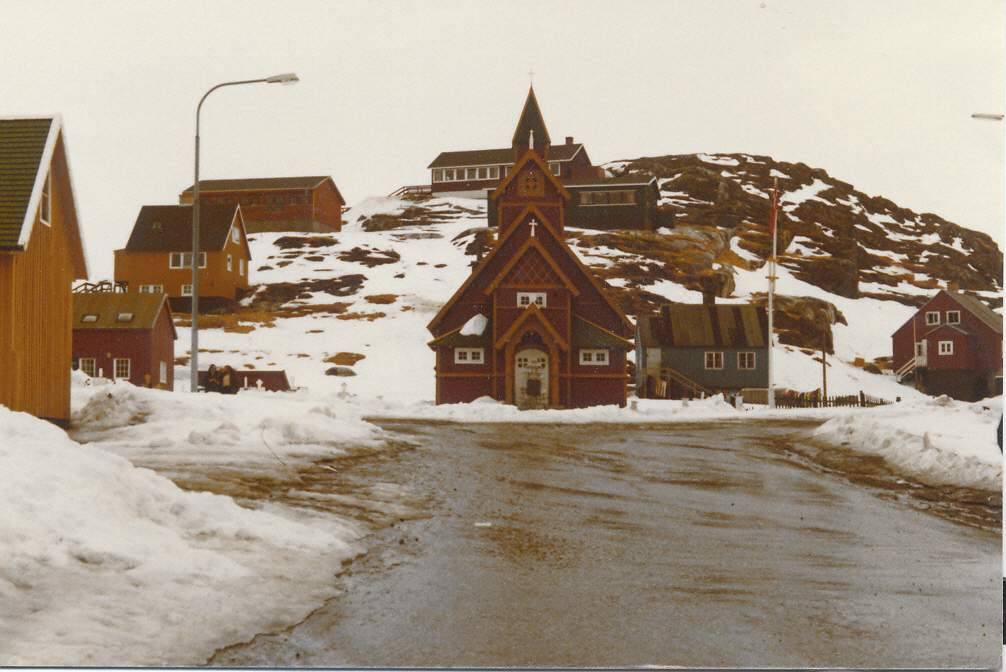
1980年のパーミュート
基礎自治体時代の領域
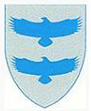
基礎自治体の紋章

## 経済
西グリーンランドのほかの町々と同じく、海は冬でも凍結しないため、漁業が住民の基幹産業である。東海岸から東グリーンランド海流と西グリーンランド海流に乗って秋にやってくる氷山は、アザラシの到来を地元の猟師たちに告げる。

## 人口
2024年の人口は1,193人で、グリーンランドで10番目に大きな町である。2010年の人口は1,619人で8番目であった。過去20年間のほとんどの年で人口は減少しており、1990年比で4分の1以上、2000年比で14%、2005年比で10%減った。この減少傾向は現在も続いており、2005年ではグリーンランドの人口順位で7番目だったが、2010年は8番目、2024年では10番目と順位を落としている。

## 交通
パーミュートにはアークティック・ウミアック・ラインというフェリーが寄港する。2007年11月、グリーンランド空港局によってパーミュート空港が建設された。エア・グリーンランドがSTOL機でヌークとナルサルスアーク線を運航している。

## 気候
| パーミュートの気候       | パーミュートの気候 | パーミュートの気候 | パーミュートの気候 | パーミュートの気候 | パーミュートの気候 | パーミュートの気候 | パーミュートの気候 | パーミュートの気候 | パーミュートの気候 | パーミュートの気候 | パーミュートの気候 | パーミュートの気候 | パーミュートの気候 |
| 月                       | 1月                | 2月                | 3月                | 4月                | 5月                | 6月                | 7月                | 8月                | 9月                | 10月               | 11月               | 12月               | 年                 |
| ------------------------ | ------------------ | ------------------ | ------------------ | ------------------ | ------------------ | ------------------ | ------------------ | ------------------ | ------------------ | ------------------ | ------------------ | ------------------ | ------------------ |
| 平均最高気温 °C （°F）   | −3.4 (25.9)        | −3 (27)            | −2.7 (27.1)        | 0.6 (33.1)         | 4.2 (39.6)         | 6.5 (43.7)         | 8.8 (47.8)         | 8.2 (46.8)         | 6.2 (43.2)         | 2.9 (37.2)         | 0.3 (32.5)         | −2.3 (27.9)        | 2.2 (36)           |
| 平均最低気温 °C （°F）   | −10.1 (13.8)       | −10.2 (13.6)       | −9.9 (14.2)        | −5.7 (21.7)        | −1.1 (30)          | 1.1 (34)           | 2.8 (37)           | 2.7 (36.9)         | 0.7 (33.3)         | −2.8 (27)          | −6.1 (21)          | −8.9 (16)          | −4 (25)            |
| 降水量 mm （inch）       | 66 (2.6)           | 64 (2.52)          | 64 (2.52)          | 58 (2.28)          | 58 (2.28)          | 67 (2.64)          | 91 (3.58)          | 92 (3.62)          | 80 (3.15)          | 71 (2.8)           | 84 (3.31)          | 83 (3.27)          | 878 (34.57)        |
| 平均降水日数 （≥1.0 mm） | 10                 | 9                  | 10                 | 9                  | 8                  | 10                 | 11                 | 10                 | 11                 | 10                 | 11                 | 11                 | 120                |
| 出典：                   |                    |                    |                    |                    |                    |                    |                    |                    |                    |                    |                    |                    |                    |